# Verzorgingsplaats Oude Kreek
Verzorgingsplaats Oude Kreek is een Nederlandse verzorgingsplaats, gelegen aan de A29 Dinteloord-Rotterdam tussen afritten 22 en 21 ten zuiden van Oud-Beijerland en ten noorden van Klaaswaal, op de plek waar de rijksweg een bocht naar het oosten maakt.
De naam is afgeleid van de Oud Beijerlandsche Kreek die langs de verzorgingsplaats stroomt.
Richting Dinteloord: Moerkerken · Buttervliet
Richting Rotterdam: Oude Kreek · Mijnsheerenland